# Europawahl in Österreich 2024
- SPÖ: 5
- GRÜNE: 2
- NEOS: 2
- ÖVP: 5
- FPÖ: 6

- S&D: 5
- G/EFA: 2
- RE: 2
- EVP: 5
- PfE: 6

Die Europawahl in Österreich 2024 war die siebente Direktwahl zum Europäischen Parlament in Österreich. Sie war Teil der EU-weiten Europawahl 2024 und fand am 9. Juni 2024 statt. Österreich stellt nach einer Erhöhung der Mandatszahl von 705 auf 720 zukünftig 20 statt bisher 19 Abgeordnete. Es war die erste bundesweite Parteienwahl in Österreich, bei welcher die FPÖ als stimmenstärkste Partei hervorging.

## Wahlrecht
Bei der Europawahl in Österreich waren alle österreichischen Staatsbürger wahlberechtigt (unabhängig davon, wo sie ihren Hauptwohnsitz haben) und Unionsbürger mit Hauptwohnsitz in Österreich. Zudem mussten Wahlberechtigte spätestens am Wahltag das 16. Lebensjahr vollendet haben und am Stichtag in die Wählerevidenz/Europa-Wählerevidenz einer österreichischen Gemeinde eingetragen sein. Das passive Wahlrecht hatten bei der Europawahl all jene Personen, die selbst wahlberechtigt waren und am Wahltag das 18. Lebensjahr vollendet hatten.
Die Sperrklausel lag bei 4 Prozent; wegen des Sitzzuteilungsverfahrens war ab einem Stimmanteil von 4,762 Prozent ein Sitz sicher.

### Wahlberechtigte
Bei der Wahl waren 6.372.204 Personen wahlberechtigt, davon 45.764 mit Hauptwohnsitz im Ausland (Auslandsösterreicher) und 45.161 EU-Bürger mit Hauptwohnsitz in Österreich.
Im Vergleich zur Wahl 2019 nahm die gesamte Zahl der Wahlberechtigten um 43.973 ab, die Zahl der Wahlberechtigten mit Hauptwohnsitz im Ausland nahm um 1.041 zu und die Zahl der EU-Bürger mit Hauptwohnsitz in Österreich nahm um 6.489 zu.
Die endgültige Zahl der Wahlberechtigten wurde am 7. Juni 2024 veröffentlicht.

### Anzahl der ausgestellten Wahlkarten
Vor der Wahl wurden insgesamt 958.948 Wahlkarten ausgestellt, 913.856 davon an im Inland lebende Wahlberechtigte und 45.092 an im Ausland lebende Wahlberechtigte. Im Vergleich zur Wahl 2019 (686.249) wurden insgesamt um 39,74 Prozent mehr Wahlkarten ausgestellt. Es beantragten 15,05 Prozent der Wahlberechtigten eine Wahlkarte, ein Rekord bei Europawahlen in Österreich (2019: 10,70 Prozent).

## Wahlwerbende Parteien
Um zur Wahl anzutreten, musste eine Wahlpartei die Unterstützungsunterschrift eines Mitglieds des Europaparlaments, dreier Mitglieder des Nationalrates oder von 2.600 Wahlberechtigten vorlegen (§ 30 Abs. 2 Europawahlordnung).
Sieben Parteien konnten die notwendigen Unterschriften bis zum Stichtag am 26. April 2024 bis 17.00 Uhr nachweisen:
| Partei | Partei                                                | Kurzbe- zeichnung | Spitzenkandidaten   | Europapartei | Europapartei | Europaparlament | Europaparlament |
| Partei | Partei                                                | Kurzbe- zeichnung | Spitzenkandidaten   | Europapartei | Europapartei | Mandate 2019    | Fraktion        |
| ------ | ----------------------------------------------------- | ----------------- | ------------------- | ------------ | ------------ | --------------- | --------------- |
|        | Österreichische Volkspartei                           | ÖVP               | Reinhold Lopatka    |              | EVP          | 7               | EVP             |
|        | Sozialdemokratische Partei Österreichs                | SPÖ               | Andreas Schieder    |              | SPE          | 5               | S&D             |
|        | Freiheitliche Partei Österreichs – Die Freiheitlichen | FPÖ               | Harald Vilimsky     |              | IDP          | 3               | ID              |
|        | Die Grünen – Die Grüne Alternative                    | GRÜNE             | Lena Schilling      |              | EGP          | 3               | Grüne/EFA       |
|        | NEOS – Das neue Europa                                | NEOS              | Helmut Brandstätter |              | ALDE         | 1               | Renew           |
|        | DNA – Demokratisch – Neutral – Authentisch            | DNA               | Maria Hubmer-Mogg   |              | –            | 0               | –               |
|        | Kommunistische Partei Österreichs – KPÖ Plus          | KPÖ               | Günther Hopfgartner |              | EL           | 0               | Linke           |

### Spitzenkandidaten
Seit Juni 2023 wurde spekuliert, ob Othmar Karas – der die ÖVP in die Wahlen 2014 und 2019 geführt hatte – mit einer eigenen Liste bei den Europawahlen 2024 in Österreich antreten könnte. Im Oktober 2023 gab er bekannt, weder mit einer eigenen Liste, noch für die ÖVP zu kandidieren.
Der SPÖ Burgenland wurde beim SPÖ-Bundesparteivorstand im Oktober 2023 der siebente Listenplatz zugeteilt. Der Landesparteivorstand beschloss daraufhin, keinen Kandidaten für die Wahl zu stellen. Die SPÖ Burgenland beharrte darauf, dass ihr auf Basis des Berechnungsmodells der Bundespartei der fünfte Listenplatz zustehen würde. Am 12. November 2023 wurde beim Parteitag die Liste für die Europawahl beschlossen. Andreas Schieder trat neuerlich als Spitzenkandidat an. Auf dem zweiten Listenplatz folgt die Vizepräsidentin des Europäischen Parlaments Evelyn Regner.

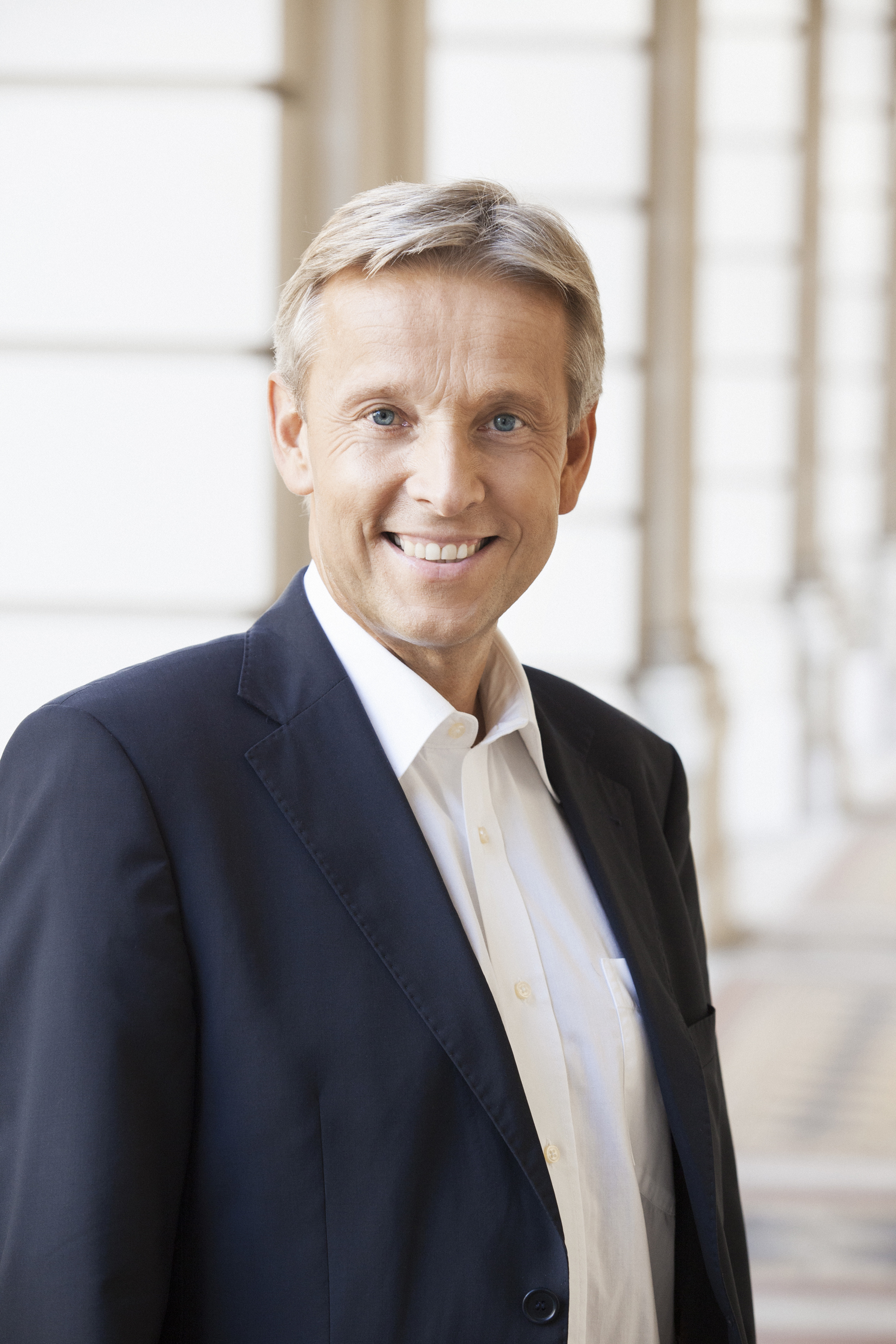
Reinhold Lopatka (ÖVP)
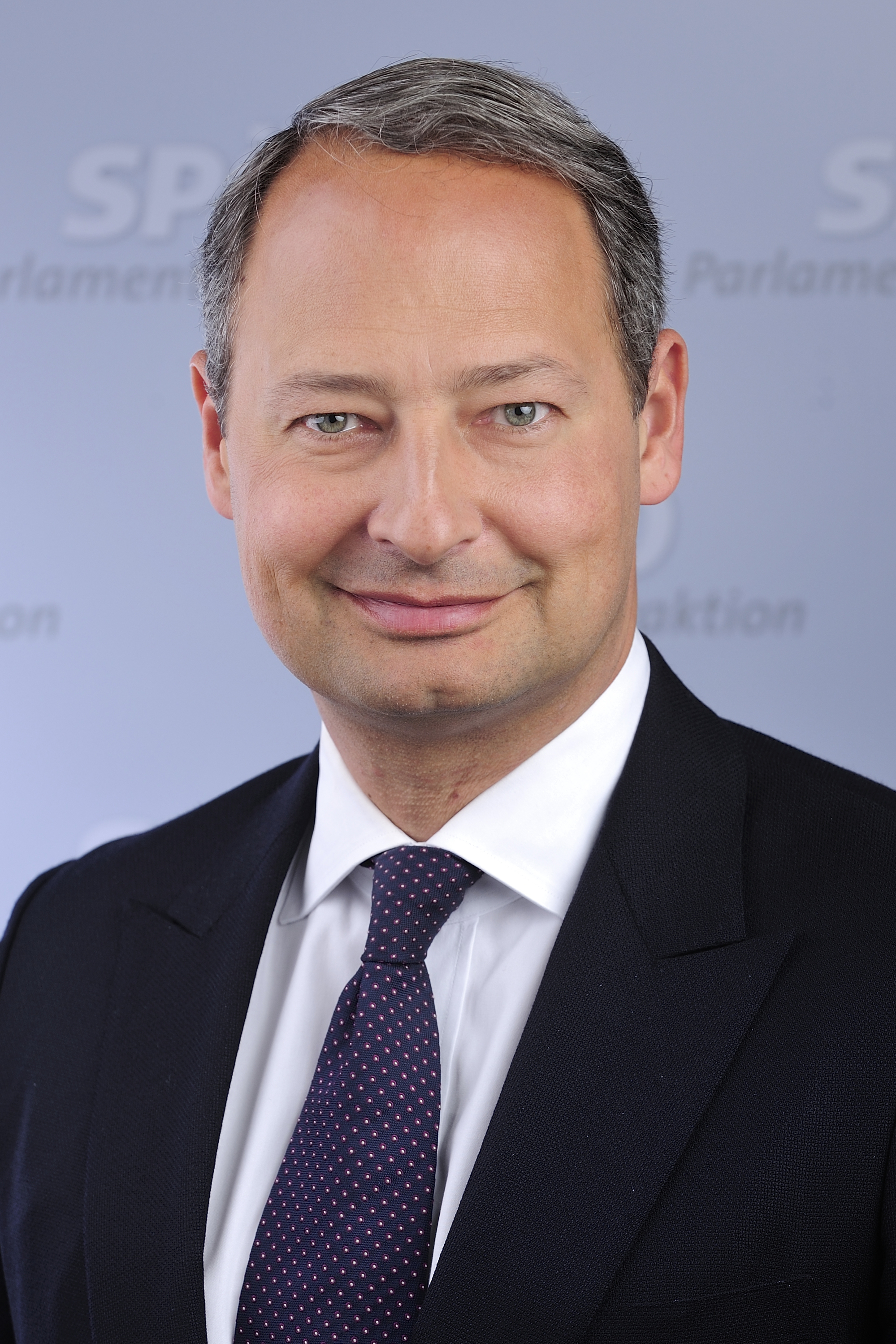
Andreas Schieder (SPÖ)
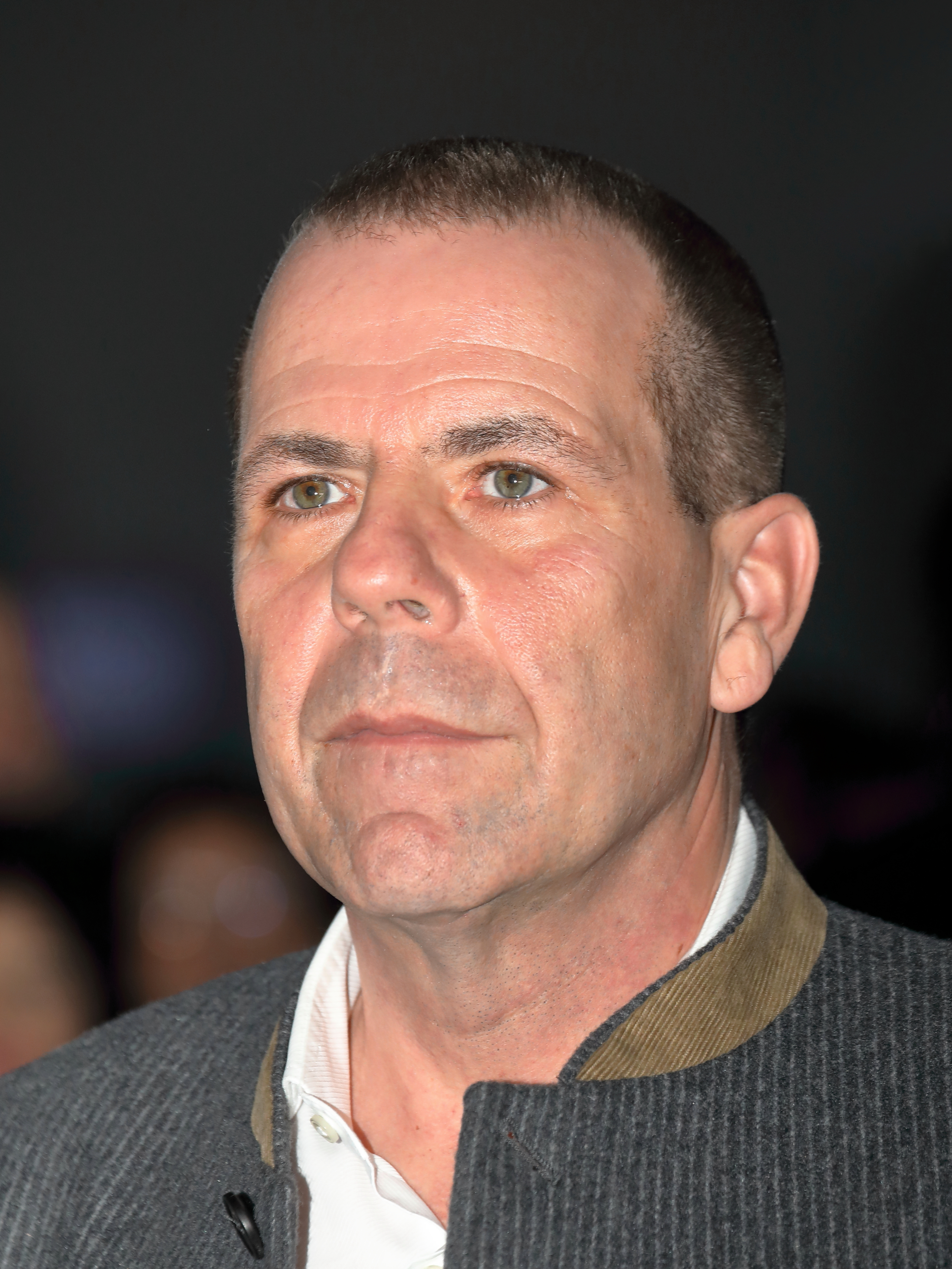
Harald Vilimsky (FPÖ)
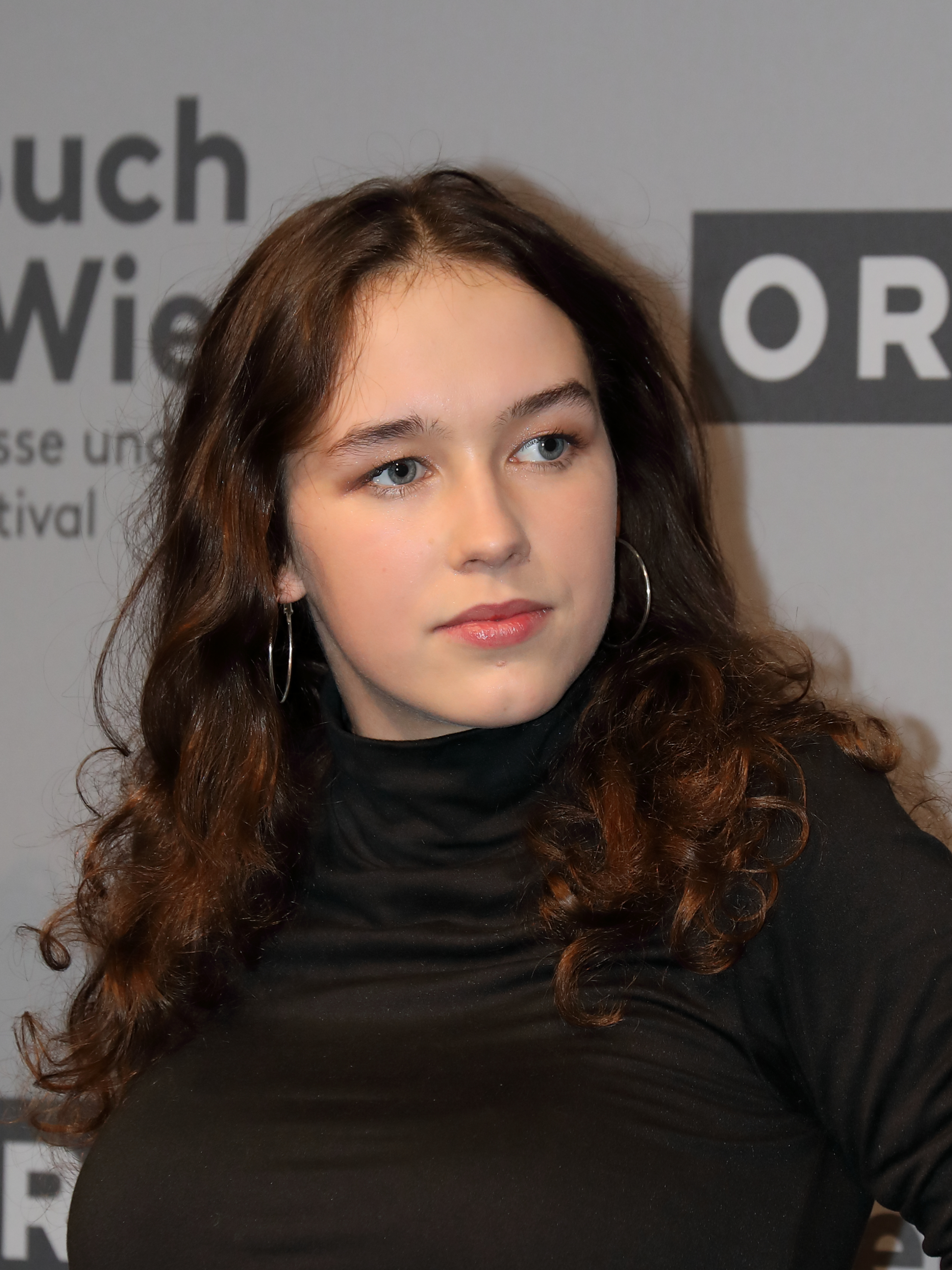
Lena Schilling (GRÜNE)
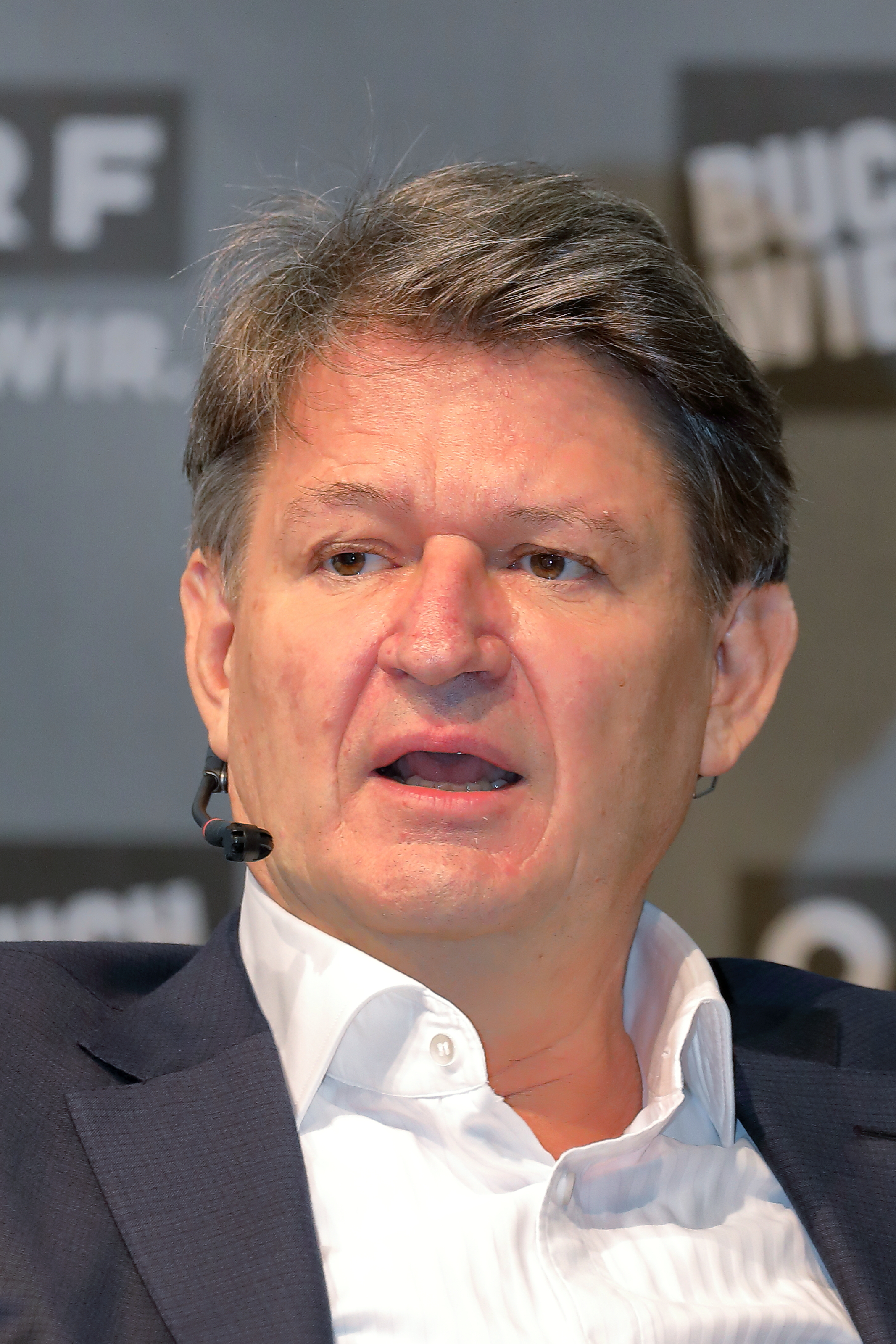
Helmut Brandstätter (NEOS)
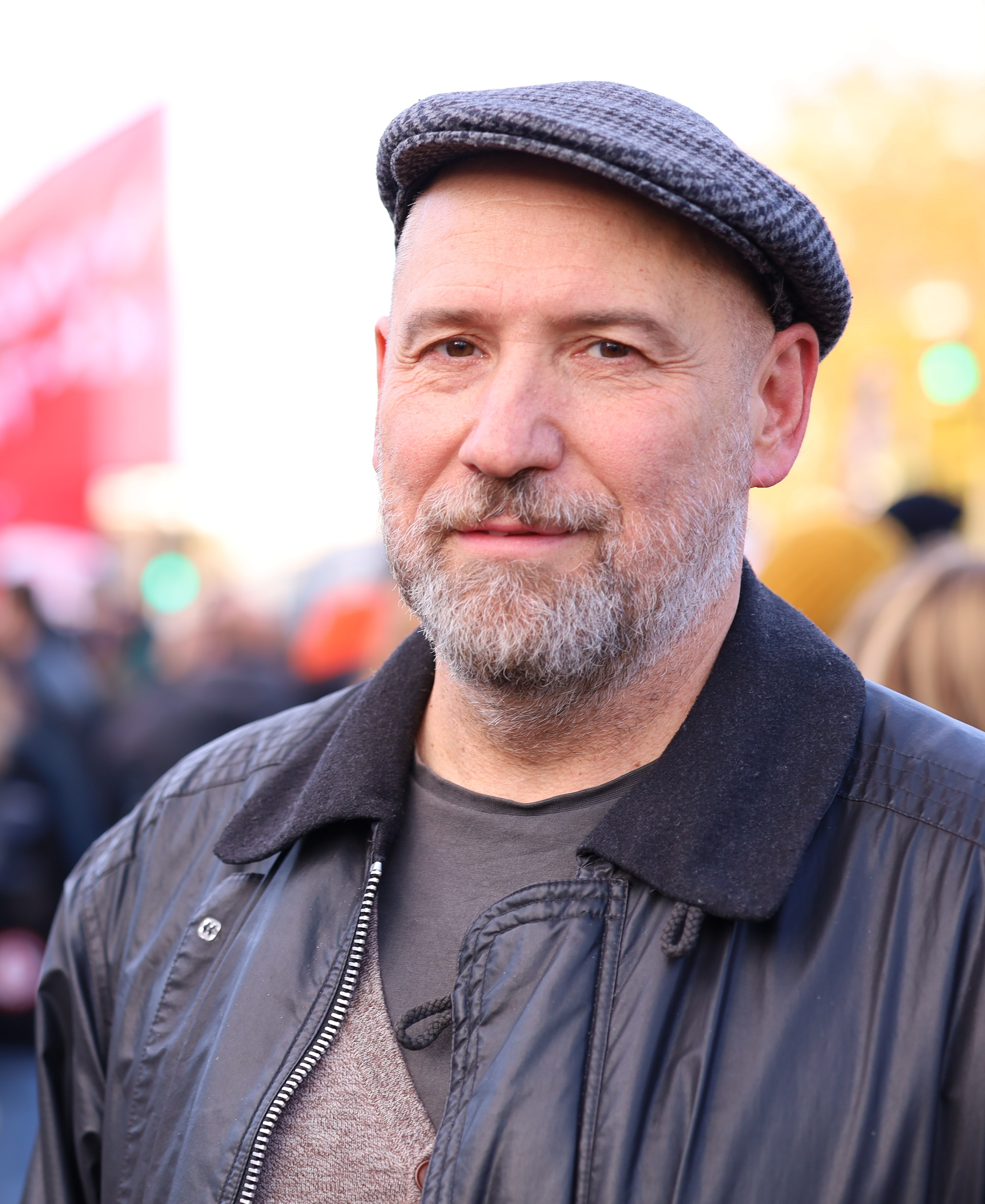
Günther Hopfgartner (KPÖ)

## Sonntagsfrage
Im Folgenden sind sämtliche bekannte Umfragewerte sowie die zugehörigen Befragungsdaten aufgeführt:
| Veröffentlichung | Institut/Auftraggeber          | Befragte | Zeitraum                       | Methodik 1 | ÖVP    | SPÖ    | FPÖ    | GRÜNE  | NEOS  | KPÖ   | DNA | Sonst. |
| --- | ------------------------------ | -------- | ------------------------------ | ---------- | ------ | ------ | ------ | ------ | ----- | ----- | --- | ------ |
| 30.05.2024 | Market/DER STANDARD            | 814      | 24.05.-28.05.2024              | P+O        | 22 %   | 24 %   | 27 %   | 9 %    | 14 %  | 3 %   | 1 % | -      |
| 30.05.2024 | Market-Lazarsfeld / ÖSTERREICH | 2000     | 24.05.-28.05.2024              | O          | 22 %   | 23 %   | 28 %   | 9 %    | 15 %  | 2 %   | 1 % | –      |
| 25.05.2024 | IFDD/Radio Content Austria     | 1080     | 22.05.-24.05.2024              | O          | 22 %   | 23 %   | 28 %   | 10 %   | 12 %  | 3 %   | 2 % | –      |
| 23.05.2024 | Market-Lazarsfeld / ÖSTERREICH | 1000     | 17.05.-21.05.2024              | O          | 22 %   | 24 %   | 27 %   | 9 %    | 15 %  | 2 %   | 1 % | –      |
| 17.05.2024 | IFDD/Krone                     | 1000     | 15.05.-17.05.2024              | O          | 23 %   | 22 %   | 27 %   | 11 %   | 12 %  | 4 %   | 1 % | –      |
| 27.05.2024 | Triple M Matzka/NEWS           | 800      | 03.05.-07.05.2024              | O          | 19 %   | 23 %   | 27 %   | 14 %   | 11 %  | 4 %   | 2 % | –      |
| 06.05.2024 | Market/derstandard             | 842      | 22.04.-25.04.2024              | O          | 20 %   | 24 %   | 27 %   | 12 %   | 13 %  | 3 %   | –   | –      |
| 19.03.2024 | Ipsos/Euronews                 | 1000     | 23.02.–05.03.2024              | O          | 21 %   | 22 %   | 26 %   | 13 %   | 12 %  | 2 %   | –   | 2 %    |
| 03.02.2024 | OGM/Kurier                     | 2076     | 22.–24.01.2024/ 29.–31.01.2024 | O          | 22 %   | 21 %   | 26 %   | 14 %   | 12 %  | 2 %   | –   | 3 %    |
| 01.02.2024 | Market-Lazarsfeld/oe24         | 1000     | 29.-31.01.2024                 | O          | 24 %   | 20 %   | 27 %   | 13 %   | 14 %  | 2 %   | –   | –      |
| 30.01.2024 | IFDD/NÖN                       | 1000     | 25.1.–28.1.2024                | O          | 21 %   | 24 %   | 27 %   | 14 %   | 9 %   | 3 %   | –   | 2 %    |
| 16.12.2023 | Market-Lazarsfeld/oe24         | 1000     | 11.12.–13.12.2023              | O          | 22 %   | 22 %   | 30 %   | 13 %   | 9 %   | 2 %   | –   | 2 %    |
| 01.12.2023 | Unique Research/Heute          | 1600     | 22.11.–29.11.2023              | T+O        | 23 %   | 24 %   | 30 %   | 12 %   | 7 %   | 3 %   | –   | 1 %    |
| 15.10.2023 | IFDD/APA                       | 837      | 01.10.–04.10.2023              | O          | 25 %   | 25 %   | 25 %   | 14 %   | 8 %   | –     | –   | 3 %    |
| 26.05.2019 | Europawahl                     | —        | —                              | —          | 34,6 % | 23,9 % | 17,2 % | 14,1 % | 8,4 % | 0,8 % | –   | 1,0 %  |
| 1 laut den VdMI-Qualitätsrichtlinien sind reine Online-Befragungen für Sonntagsfragen nicht geeignet. T = Telefonisch, O = Online, P = Persönlich |                                |          |                                |            |        |        |        |        |       |       |     |        |

- Laut „Unique Research“-Umfrage vom 1. Dezember 2023 gaben 56 % der Wahlberechtigten an, sicher an der Europawahl in Österreich teilzunehmen. Bei der Europawahl 2019 lag die Wahlbeteiligung bei 59,8 %.

## Ergebnis
| Listen                                | Listen                                                      | Stimmen   | %    | +/-   | Mandate | +/- |
| ------------------------------------- | ----------------------------------------------------------- | --------- | ---- | ----- | ------- | --- |
|                                       | Freiheitliche Partei Österreichs – Die Freiheitlichen (FPÖ) | 893.753   | 25,4 | ▲8,2  | 6       | ▲3  |
|                                       | Österreichische Volkspartei (ÖVP)                           | 864.072   | 24,5 | ▼10,0 | 5       | ▼2  |
|                                       | Sozialdemokratische Partei Österreichs (SPÖ)                | 818.287   | 23,2 | ▼0,7  | 5       | ▬   |
|                                       | Die Grünen – Die Grüne Alternative (GRÜNE)                  | 390.504   | 11,1 | ▼3,0  | 2       | ▼1  |
|                                       | NEOS – Das neue Europa (NEOS)                               | 357.214   | 10,1 | ▲1,7  | 2       | ▲1  |
|                                       | Kommunistische Partei Österreichs – KPÖ Plus (KPÖ)          | 104.246   | 3,0  | ▲2,2  | –       | ▬   |
|                                       | DNA – Demokratisch – Neutral – Authentisch (DNA)            | 95.859    | 2,7  | Neu   | –       | Neu |
| Gesamt                                | Gesamt                                                      | 3.523.935 | 100  |       | 20      | ▲2  |
|                                       |                                                             |           |      |       |         |     |
| Ungültige Stimmen                     | Ungültige Stimmen                                           | 60.521    | 1,7  | ▲0,3  |         |     |
| Wähler                                | Wähler                                                      | 3.584.456 | 56,3 | ▼3,5  |         |     |
| Wahlberechtigte                       | Wahlberechtigte                                             | 6.372.205 |      |       |         |     |
|                                       |                                                             |           |      |       |         |     |
| Quelle: Bundesministerium für Inneres |                                                             |           |      |       |         |     |

## Ergebnis nach Bundesländern
| Europawahl 2024 – Burgenland %403020100 29,84 (−3,16)27,91 (−7,50)25,05 (+7,51)6,99 (+1,82)6,58 (−1,20)1,93 (n. k.)1,69 (+1,25) SPÖÖVPFPÖNEOSGRÜNEDNAKPÖ20192024       | Europawahl 2024 – Kärnten %403020100 33,15 (+11,58)27,54 (−2,85)18,94 (−9,96)8,76 (+1,07)6,62 (−3,26)2,96 (n. k.)2,03 (+1,40) FPÖSPÖÖVPNEOSGRÜNEDNAKPÖ20192024     | Europawahl 2024 – Niederösterreich %50403020100 28,94 (−11,13)26,41 (+8,60)22,01 (−0,33)9,28 (+1,51)8,60 (−1,91)2,62 (n. k.)2,15 (+1,56) ÖVPFPÖSPÖNEOSGRÜNEDNAKPÖ20192024 |
| Europawahl 2024 – Oberösterreich %403020100 27,82 (+9,74)24,92 (−10,21)22,82 (−2,13)10,25 (−3,12)8,84 (+1,88)2,89 (n. k.)2,47 (+1,82) FPÖÖVPSPÖGRÜNENEOSDNAKPÖ20192024 | Europawahl 2024 – Salzburg %50403020100 29,42 (−13,67)24,25 (+9,72)20,62 (+2,41)10,76 (−3,34)8,41 (+0,16)3,68 (+2,95)2,86 (n. k.) ÖVPFPÖSPÖGRÜNENEOSKPÖDNA20192024 | Europawahl 2024 – Steiermark %403020100 27,77 (+8,03)25,33 (−10,41)20,69 (−0,74)9,68 (−3,58)9,28 (+1,43)3,66 (+2,56)3,58 (n. k.) FPÖÖVPSPÖGRÜNENEOSKPÖDNA20192024         |
| Europawahl 2024 – Tirol %50403020100 29,84 (−12,79)23,93 (+8,77)17,98 (+2,52)11,57 (−4,74)11,39 (+2,57)2,68 (n. k.)2,62 (+2,03) ÖVPFPÖSPÖGRÜNENEOSDNAKPÖ20192024       | Europawahl 2024 – Vorarlberg %403020100 26,47 (−8,16)22,57 (+8,49)15,73 (−3,02)15,51 (−1,75)14,42 (+0,95)3,20 (n. k.)2,09 (+1,51) ÖVPFPÖGRÜNENEOSSPÖDNAKPÖ20192024 | Europawahl 2024 – Wien %403020100 29,67 (−0,64)18,09 (+3,69)18,04 (−2,79)14,18 (−7,21)13,48 (+3,24)4,67 (+3,41)1,87 (n. k.) SPÖFPÖGRÜNEÖVPNEOSKPÖDNA20192024              |

## Wahlkampfkosten
Im Wahlkampf gaben die Parteien folgende Summen aus: ÖVP (6,3 Millionen Euro), FPÖ (3,7 Millionen Euro), SPÖ (3,2 Millionen Euro), Grüne (2,7 Millionen Euro) und NEOS (2,2 Millionen Euro).